# Don Schaeffer
Don Schaeffer (New York, 10 september 1935 – Huntington (New York), 7 juni 1991) was een Amerikaans componist, muziekpedagoog en dirigent.

## Levensloop
Schaeffer studeerde muziek aan de Adelphi University in New York en aansluitend aan de Columbia-universiteit eveneens in New York. Vanaf 1957 was hij meer dan 30 jaar muziekpedagoog en dirigent van de harmonieorkesten van de South Huntington Schools in Long Island (New York). Schaeffer werd vier keer  met de American Society of Composers, Authors and Publishers (ASCAP)-Award onderscheiden.
Als componist schreef hij meer dan driehonderd werken, vooral voor harmonieorkest en kamermuziek.

## Composities

### Werken voor harmonieorkest
- 1980 Basic Blues
- 1980 Bottom's Up Blues
- 1980 Rockero!
- 1981 All American Medley
- 1981 Flute Salad
- 1981 Images Of Time
- 1981 Telemann Suite
- 1982 Chapel Bells
- 1982 Hillbilly Hoedown
- 1982 Jolly Old Saint Nicholas
- 1982 March King Medley
- 1982 The Music Machine
- 1982 Trumpets A' La King
- 1983 Angelique
- 1983 Chico!
- 1983 Crazy Clarinets
- 1983 Espana
- 1983 Funky Feeling
- 1983 Military March Medley
- 1983 Movin' On
- 1984 Cantique De Noel
- 1984 Friends March
- 1984 Londonderry Air

- 1985 "Flutin' and A Tootin'"
- 1985 Fun Fiesta
- 1985 Little Band Blues
- 1985 Salute The Band
- 1986 Break Dance
- 1986 Classical Legend
- 1986 Freestyle
- 1986 Grant Us Peace
- 1987 An English Yuletide
- 1987 Drums Latino
- 1987 Happy Hanukkah
- 1987 Kum Ba Yah
- 1987 Light And Lively
- 1987 Waltzing Bells
- 1988 Festival Royal
- 1988 Presenting Beethoven
- 1988 Rock Zone
- 1988 Swing Street
- 1988 Thanks Be!
- 1988 The Shuffle
- 1988 Three English Carols
- 1989 American Parade
- 1989 Chorale and Celebration

- 1989 Folk Song Française
- 1989 Salseros
- 1989 Salute America
- Alpine Winds
- Big Band Swing
- Bright Lights
- Calypso Holiday
- Chilly Chili
- Christmas Cameos
- Christmas Delight
- Concert Master Suite
  1. A Sleigh Ride
  2. Folies d'Espagne
  3. Rondo
- Hymns for All
- Looking Good
- Meet the Musicians
- Rock-a My Soul
- Salsa Special
- Shufflin' Rag
- Time and Space
- Two Israeli Folk Songs

### Kamermuziek
- Five Brass Quintets, voor koperkwintet
- Fragments, voor cello kwartet
- Ten Trios voor houtblazers
- Twelve Trios, voor houtblazers (dwarsfluit/hobo/klarinet)

### Werken voor jazz-ensemble
- 1980 Right Now!, voor jazz-ensemble
  1. Worried Man Blues
  2. Walkin'
  3. Let's Rock
  4. A Little Latin
  5. Rainbows
  6. Latino
  7. Soul Train
  8. Glory, Glory
  9. 'Till Today